# گوستاو ایساکسن
گوستاو تانگ ایساکسن (دانمارکی: Gustav Tang Isaksen؛ زادهٔ ۱۹ آوریل ۲۰۰۱) بازیکن فوتبال اهل دانمارک است که برای باشگاه لاتزیو بازی می‌کند.